# سیمون آلدروندی
سیمون آلدروندی (انگلیسی: Simone Aldrovandi؛ زادهٔ ۲ آوریل ۱۹۹۴) بازیکن فوتبال اهل ایتالیا است.
از باشگاه‌هایی که در آن بازی کرده‌است می‌توان به باشگاه فوتبال کیه‌وو ورونا، باشگاه فوتبال مودنا، و باشگاه فوتبال اسپال اشاره کرد.